# Nadmorska visina
Nadmorska visina ili apsolutna visina je okomita udaljenost neke točke na Zemlji u odnosu na srednju razinu mora. 

Kod opisivanja zemljopisnih objekata, kao što su planine, varijacije u visini su na topografskoj karti označene izohipsama, a vrhovi planina točkom uz koju je oznaka visine u metrima.
Koncept srednje razine mora sam je po sebi umjetan jer zbog stalnih varijacija nije moguće odrediti srednju razinu mora na cijelom planetu, pa čak ni na manjem području. More je u stalnom kretanju, zbog plime i oseke, promjena atmosferskog tlaka i drugih slabijih utjecaja.
Zbog toga se često za srednju razinu mora uzima neka obližnja referentna točka, na kojoj je dugotrajnim mjerenjem izmjerena srednja razina mora.
Drugi način mjerenja je pomoću elipsoida čitave zemlje. Takan način rabe sustavi poput GPS-a. Kako bi se odredila srednja razina mora u zrakoplovstvu se sve više rabi Svjetski geodetski sustav.
Referentna točka za hrvatske karte (metara iznad Jadrana) – kao i za sve karte u tadašnjoj Austro-Ugarskoj – određena je 1875. godine prema visini na molu Sartorio u Trstu. Apsolutna visina te točke određena na temelju jednogodišnjeg mjerenja, ali je poslije utvrđeno da sadrži pogrešku od 12 cm. Danas se visinska izmjera Hrvatske obavlja na temelju pet referentnih točaka u Dubrovniku, Splitu, Rovinju, Kopru i Bakru, a mjerenja apsolutnih visina tih točaka trajala su 18,6 godina.